# M72 LAW

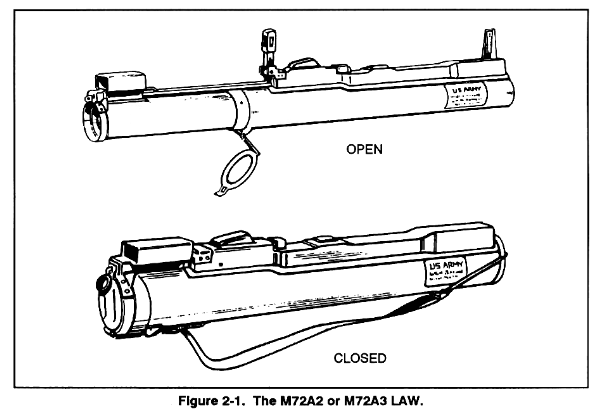
Схематичне зображення РПГ M72 LAW

M72 LAW (англ. M72 Light Anti-Tank Weapon) — американська реактивна протитанкова граната, що перебуває на озброєнні Збройних сил США з 1963 року та в арміях багатьох інших країн. Протитанкова граната розроблялась на заміну застарілим протитанковим засобам американської армії: протитанковій гвинтівковій гранаті M31 HEAT та ручному протитанковому гранатомету M20A1 «Super Bazooka» на початку 1950-х років. Твердопаливний ракетний двигун для 66-мм реактивної гранати був представлений у 1959 році компанією Rohm and Haas на фондах дослідницького центру Редстоун-Арсенал, згодом була розроблена концептуальна схема самої гранати.
Виробництво РПГ проводилось на фабриках Hesse-Eastern у 1963 році й вона відразу поступила та була прийнята на озброєння армії та Корпусу морської піхоти США, як основна протитанкова зброя відділення. Пізніше протитанкова граната надійшла на озброєння Повітряних сил. Згодом її почали випускати на збройових заводах Nammo у Норвегії та в США.
У 1980-х роках M72 мала бути заміненою на FGR-17 Viper, проте, ця програма була скасована Конгресом та на відміну армія США придбала шведські M136 AT4.

## Історія
Зростаюча роль танків та інших броньованих об'єктів на полях боїв Другої світової війни довела нагальну потребу в оснащенні піхоти портативною протитанковою зброєю, яка спроможна б була завдати ураження ворожій бронетехніці. Спочатку рішенням цієї проблеми стали «коктейлі Молотова», вогнемети, саморобні вибухові пристрої, що встановлювалися на шляху руху танків, магнітні міни тощо. Застосування таких засобів протидії було пов'язане з величезним ризиком через те, що боєць мав наблизиться до об'єкта атаки або кинути чи встановити міну (пристрій), перебуваючи у безпосередній близькості до цілі під вогнем ворога.
Першими знайшли вихід з положення німці, запропонувавши цілу низку протитанкових засобів типу Panzerfaust, Panzerschreck та Фаустпатрон. Американці ненадовго відстали, представивши світові свої базуки, перший протитанковий гранатомет. Попри «дитячі» хвороби, зброя виявилась доволі ефективною та дозволяла американським солдатам у ближньому бою протистояти танкам та бронетранспортерам Вермахту.

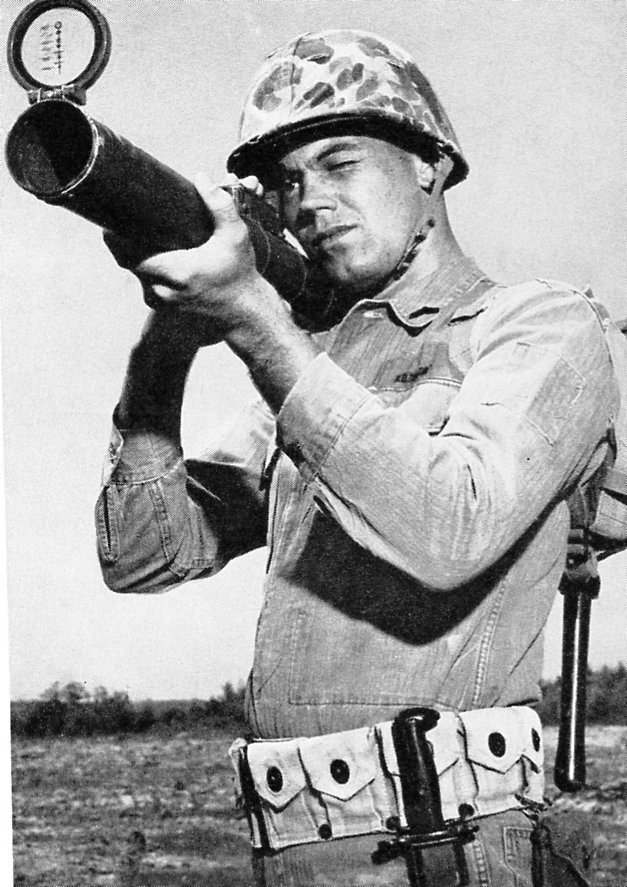
Прототип M72 LAW 1961 року

Однак, базука мала багато проблем: важка та легко пошкоджувалась при перенесенні, застосовувати її в бою могла тільки досвідчена та добре навчена обслуга з двох чоловіків; на відміну від німецького Панцерфауста, який обслуговувався одним солдатом, практично без особливої підготовки. Суттєвою різницею було те, що Панцерфауст був скоріше безвідкатною гарматою, ніж протитанковим гранатометом.
У середині 1950-х років армія США почала дослідження з метою розробки ефективної протитанкової зброї, придатної для індивідуального використання солдатами на полі бою (англ. lightweight antitank weapon — LAW, легка протитанкова зброя). У 1959 році пройшли перші випробування системи LAW, розробленої американською компанією Hesse Eastern Co, а в 1963 році ця зброя була прийнята на озброєння Армії США під індексом М72 LAW.
В основу концепції нового зброї лягла німецька ідея одноразового протитанкового гранатомета Panzerfaust, відпрацьована ще в ході Другої світової війни, однак американці значно розвинули її, замінивши безвідкатну схему стрільби ракетою, а також вперше застосувавши розсувний транспортно-пусковий контейнер, який надійно захищав гранату при зберіганні та перенесенні на полі бою. Одноразові протитанкові гранатомети (реактивні протитанкові гранати) M72 LAW широко і успішно використовувалися американцями в ході війни у В'єтнамі, як для боротьби з бронетехнікою північно-в'єтнамської армії, так і для ураження піхоти противника, яка укрилась у різних спорудах і за легкими перешкодами.
Система M72 LAW послужила зразком для створення багатьох інших аналогічних зразків, таких як шведський одноразовий гранатомет АТ4 або радянські протитанкові гранати РПГ-18. В даний час в США гранатомети серії M72 LAW здебільшого замінені на озброєнні значно ефективнішими одноразовими гранатометами М136 (випускаються в США шведські гранатомети SAAB Bofors AT4), проте системи М72 все ще виробляються в США компанією Talley Defense Systems в варіантах Improved LAW. Крім США, одноразові гранатомети М72 перебувають на озброєнні ще в ряді країн світу.

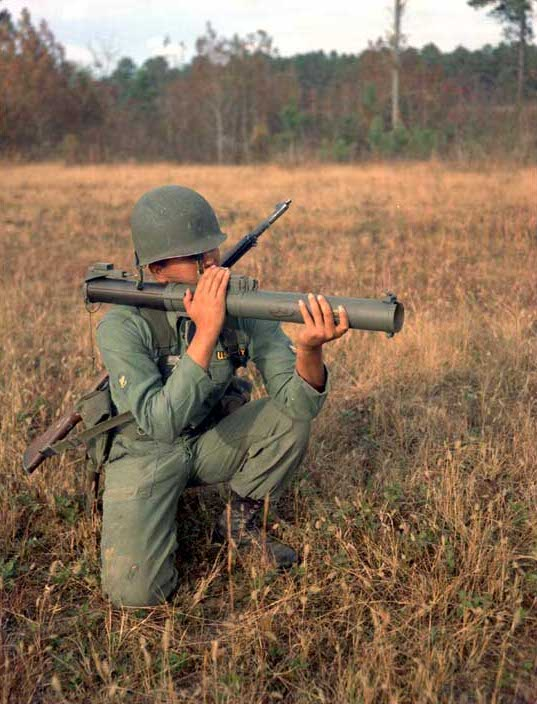
M72 LAW на демонстраційних стрільбах

## Будова РПГ
M72 LAW є одноразовий пусковий пристрій, який споряджається в заводських умовах реактивною гранатою з кумулятивною бронебійною бойовою частиною. Ствол пускового пристрою телескопічний, ненарізний. Система складається з двох труб — внутрішньої алюмінієвої і зовнішньої склопластикової. У похідному положенні реактивна граната знаходиться всередині алюмінієвої труби, яка, у свою чергу, знаходиться в задній частині зовнішньої пластикової труби. З обох сторін пускова труба закрита відкидними кришками, що виконують роль транспортного контейнера.
Перед стрільбою кришки відкидаються, і внутрішня труба висувається із зовнішньої назад, при цьому автоматично відбувається зведення ударного механізму і розкриття складного прицілу. Стрілець встановлює пускову трубу на плече, прицілюється і натисканням на спускову клавішу здійснює запуск ракетної гранати. Твердопаливний двигун гранати повністю виробляє свій заряд всередині пусковий труби, на траєкторії граната стабілізується розкладним хвостовим оперенням. Після запуску порожній пусковий контейнер викидається. Так як ствол (пускова труба) М72 відкритий ззаду, при пострілі за стрільцем утворюється небезпечна зона глибиною понад 15 метрів.
M72A2 LAW став найбільш розповсюдженою версією гранати з покращеною пусковою установкою та відмінностями в боєприпасах. Ракета містить 66-мм посилену кумулятивну боєголовку, яка прикріплена до внутрішньої сторони панелі запуску. За даними 1977 року стандартний M72A2 пробивав 20 см броньову пластину, 600 мм монолітний залізобетон, або 1,8 м ґрунту.
Варіанти М72А6 і А7 призначені для боротьби з легкоброньованими цілями (бронетранспортери, БМП) і з піхотою в укриттях — вони мають меншу бронебійність, але більш потужну заброньову нищівну силу.
Сучасні гранатомети серії М72 Improved LAW відрізняються більш потужним ракетним двигуном, що забезпечує більшу початкову швидкість і велику дальність стрільби, а також більш потужними БЧ.

## Варіанти M72 LAW

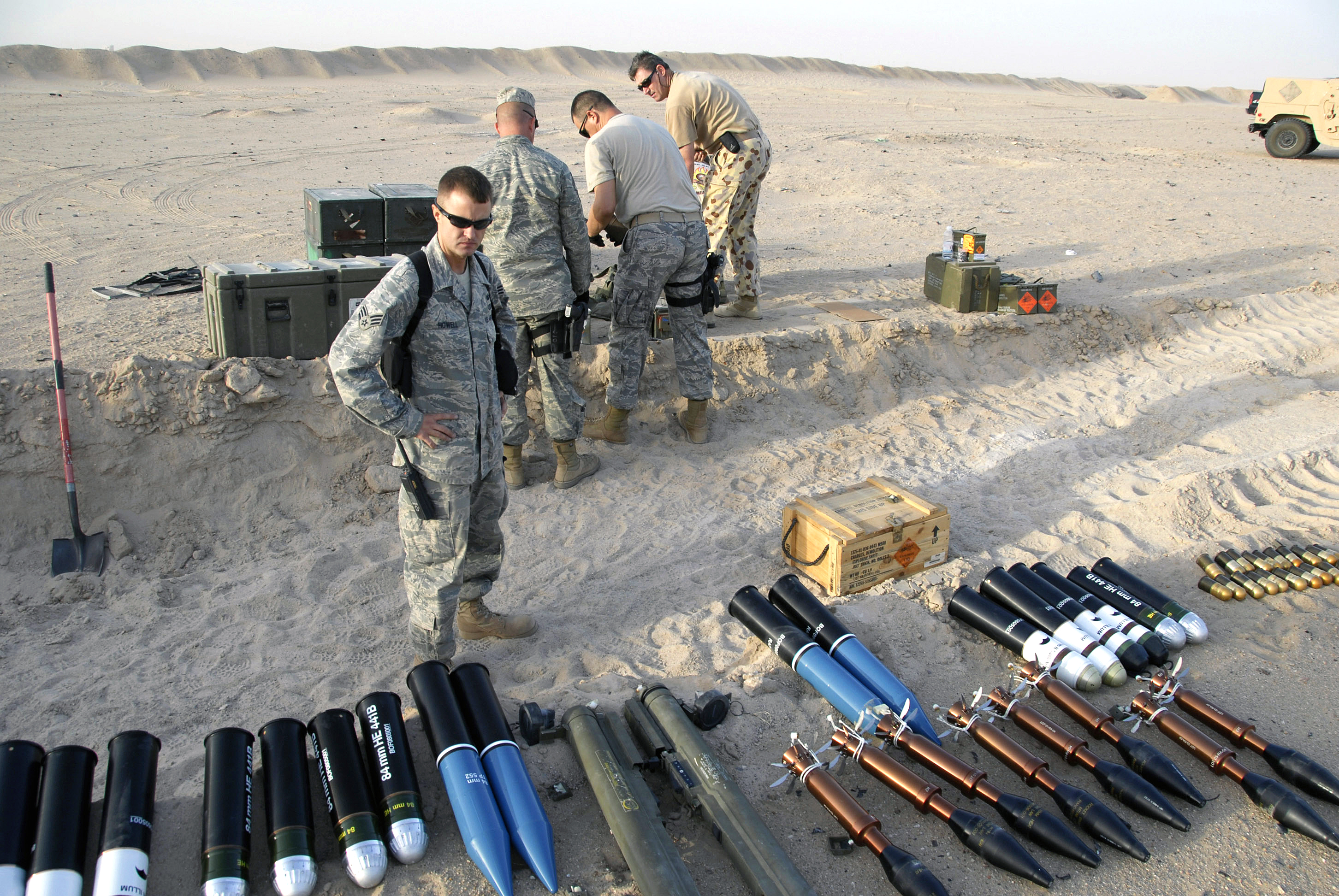
Демонстрація гранат M72A6 та боєприпасів до 84-мм гранатомета Carl Gustav перед знищенням

### Варіанти ЗС США
| Позначення | Опис |
| ---------- | --- |
| M72        | 66-мм одноразова реактивна граната з пусковою установкою в зборі                                                                               |
| M72A1      | варіант M72; удосконалений реактивний двигун гранати                                                                                           |
| M72A2      | варіант M72; удосконалений двигун |
| M72A3      | варіант M72A1/A2; удосконалений запобіжник |
| M72A4      | варіант M72; граната з підвищеною потужністю Бронепробивності, удосконалений ударно-спусковий механізм                                         |
| M72A5      | варіант M72A3; удосконалений ударно-спусковий механізм                                                                                         |
| M72A6      | варіант M72; удосконалена боєголовка з низьким рівнем бронепробивності та потужним заброньовим ефектом удосконалений ударно-спусковий механізм |
| M72A7      | варіант M72A6 для ВМС США |
| M72E8      | варіант M72A7; удосконалений ударно-спусковий механізм                                                                                         |
| M72E9      | варіант M72; модифікована граната з підвищеним протитанковими властивостями; поліпшений механізм спуску                                        |
| M72E10     | варіант M72; удосконалений ударно-спусковий механізм                                                                                           |
| M72AS      | 21-мм контейнер для тренувань |

### Версії інших країн
| Позначення      | Опис |
| --------------- | --- |
| M72 EC LAW Mk.I | варіант M72 (підвищених можливостей); граната з удосконаленими пробивними спроможностями (до 450-мм катаної гомогенної броні); новий УСМ; |
| M72 ASM RC      | варіант M72 (Anti Structure Munition-Reduced Caliber); граната з удосконаленими пробивними спроможностями; новий УСМ;                     |

### Міжнародні позначення
| Позначення                           | Країна          | Опис                               |
| ------------------------------------ | --------------- | ---------------------------------- |
| 66 KES 75                            | Фінляндія       | Позначення для M72A2               |
| 66 KES 88                            | Фінляндія       | Позначення для M72A5               |
| 66 KES 12                            | Фінляндія       | Позначення для M72 EC LAW Mk.I     |
| 66 KES 12 RAK                        | Фінляндія       | Позначення для M72 ASM RC          |
| HAR-66                               | Туреччина       | Турецька версія РПГ M72A2 та M72A3 |
| Rocket 66-mm HEAT L1A1               | Велика Британія | Позначення для M72                 |
| Light Anti-Structures Missile (LASM) | Велика Британія | Позначення для M72A9               |

## Країни-оператори

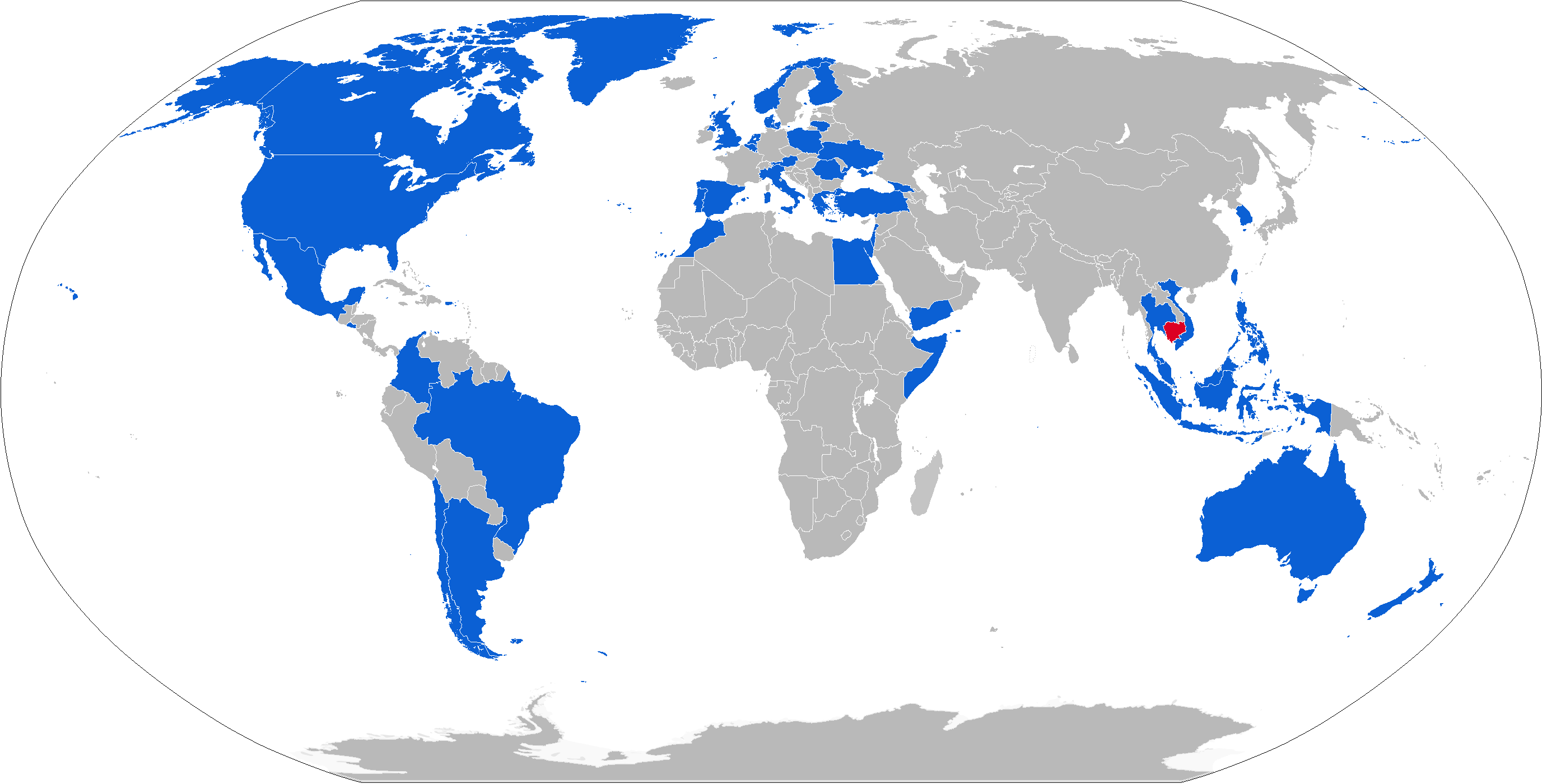
Карта країн, де на озброєнні перебуває M72 (синім кольором) та колишні оператори (червоним кольором)

### Сучасні експлуатанти
- Австралія: Варіант M72A6.[1]
- Австрія[1]
- Бельгія[1]
- Велика Британія: Використовувався британською армією з 1970-х до початку 1990-х.[2]Варіант M72A9 використовувався під час ведення бойових дій британськими військами в Афганістані.[3]
- Єгипет: Придбано 5 000 од.[джерело?]
- Сальвадор[4]
- Індонезія
- Ізраїль[5][6]
- Малайзія
- Грузія[7]
- Греція[8]
- Іспанія: Версія M72A3.[1]
- Ємен[1]
- Канада[1]
- Люксембург[1]
- Ліван: Збройні сили Лівану
- Марокко[1]
- Нідерланди[1]
- Нова Зеландія[1]
- Норвегія[1]
- Філіппіни[9]
- Південна Корея[1]
- Португалія
- Румунія[10]
- США[1]
- Тайвань[1]
- Таїланд[1]
- Туреччина[1]
- Україна: на тлі російського вторгнення в Україну 2022 року, Данія оголосила про відправку в Україну 2 700 одиниць гранатометів М72 ЕС LAW[11], також 2 000 одиниць направляє влада Норвегії[12].
- Фінляндія[1]
- Чилі: Варіант M72A3.[1]

### Колишні експлуатанти
- Камбоджа
- Данія[13][14]
- FNLA[15]
- Південний В'єтнам[16]

### Польща
На початку липня 2022 року Міністр оборони країни Маріуш Блащак повідомив про замовлення декількох тисяч легких одноразових гранатометів M72 EC Mk1. Угоду підписано безпосередньо з компанією-виробником, хоча у 2017 році польська компанія Dezamet пропонувала розгорнути ліцензійне виробництво цієї зброї. .

### США
В січні 2022 року Збройні сили США уклали контракт з компанією Nammo Defense Systems Inc. вартістю майже 500 мільйонів доларів на повне виробництво одноразових ручних реактивних протитанкових гранат M72 LAW. Очікується, що роботи будуть завершені до 19 грудня 2026 року.

### Відео
- M72 LAW Shooting [Архівовано 13 листопада 2016 у Wayback Machine.]
- M72 Light Anti-Armor Weapon (LAW) [Архівовано 12 травня 2015 у Wayback Machine.]
- М72 гранатомет, інструкція